# Deficiência de adenina fosforribosiltransferase

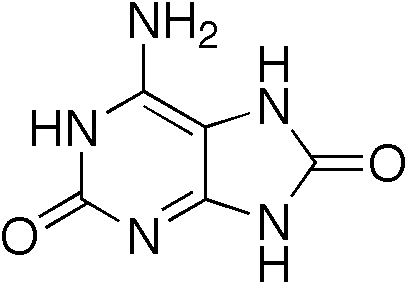
Estrutura química da 2,8-dihidroxianina

Deficiência de adenina fosforribosiltransferase é uma doença metabólica autossómica recessiva.
Esta associada a uma mutação no gene que codifica a enzima adenina fosforribosiltransferase.

## Características
A doença resulta na acumulação da purina insolúvel, 2,8-di-hidroxiadenina (2,8-DHA).
Pode resultar em cálculos renais, insuficiência renal aguda e em danos permanentes nos rins, que pode levar a procedimentos como diálise e/ou transplante de rim.